# Anita Klinz
Anita Klinz (* 15. Oktober 1923 in Opatija als Anna Maria Klinz; † 10. März 2013 in Mailand) war eine italienische Grafikdesignerin. Klinz war neben Lora Lamm die erste Frau in Italien, welche die Position eines Artdirectors bekleidete.

## Leben und Werk
Geboren im damals italienischen Istrien, besuchte Anita Klinz nach dem Gymnasium in Prag die dortige Kunstgewerbeschule. Unmittelbar nach  Kriegsende kam sie zusammen mit ihrer Mutter und ihrer Schwester nach Mailand. 
Dank ihrer zeichnerischen Begabung erhielt sie eine Anstellung in einer Werbeagentur, von der sie zum Verlagshaus Mondadori wechselte, wo sie in der Redaktion der Illustrierten Epoca erst mit dem Layout der Anzeigen betraut war und sich später in Zusammenarbeit mit dem Herausgeber Alberto Mondadori an der Gestaltung der Zeitschrift beteiligte. Anfang der 1960er Jahre wurde Klinz mit dem Aufbau der Kunstabteilung von Mondadori betraut, die sie jahrelang leiten sollte. Klinz konnte für den Verlag eine Reihe hochrangiger Gestalter wie Franc Pintér, Ferrucio Bocca oder Elio Uberti oder Karel Thole gewinnen.
Als Alberto Mondadori 1967 das Verlagshaus seines Vaters verließ, um sich ganz auf den von ihm 1958 gegründeten Verlag Il Saggiatore zu konzentrieren, folgte ihm Anita Klinz und übernahm die Überarbeitung der gesamten Corporate Identity. Nach dem Konkurs des Unternehmens 1986 wechselte sie noch einmal kurzzeitig in die Zeitschriftenabteilung von Mondadori zurück.